# Война и мир (Рыбников)
«Война и мир» — современная опера композитора Алексея Рыбникова. Опера написана в 2010—2011 году. Под названием «Живые картины» фрагменты исполняются в Театре Рыбникова.
При создании получила рабочее название «Живые картины времен Александра I и Наполеона Бонапарта по роману графа Льва Толстого „Война и мир“ и историческим хроникам».

## Характеристика
Композитор первоначально не собирался называть своё произведение «оперой»: «Я не хотел это называть оперой. Во-первых, есть уже шедевр Сергея Прокофьева — классическая опера „Война и мир“. Но я не хотел писать оперу ещё и потому, что Лев Толстой очень не любил оперу. И в романе „Война и мир“ он издевался над ней очень едко и резко. А мне хотелось сделать так, чтобы классику понравилось». «По жанру это с Прокофьевым никак не пересекается, потому что здесь все будет происходить немножко по-другому, чем в классической опере».
Автор охарактеризовал написанную им музыку следующим образом: «Это музыкальная драма, если уж точно говорить. XXI век тем и отличается, что сейчас бывают самые немыслимые смешения всех стилей, всех форм. Это и драматический спектакль, и современная опера, где люди поют в микрофоны, и классическая опера, где люди будут петь без микрофонов. Здесь есть и большой симфонический оркестр, и рок-группа — когда действие выходит в некий условный пласт и отрывается от того исторического времени. Так что здесь есть весь спектр театрализации. И разговорные диалоги, и пение, и речитативы. Музыка звучит постоянно, не прекращаясь ни на секунду».
По словам Рыбникова, замысел о создании «Войны и мира» возник в начале 2000-х: «я подумал, что „Война и мир“ — это действительно такая литература, на основе которой можно писать оперы, балеты, мюзиклы, рок-оперы, что угодно. Это наше российское достояние, которое может воплощаться в самых разных видах искусства. Тем не менее к этой работе я не приступал очень долго. Хотя исподволь на эту тему думал, и у меня начал копиться музыкальный материал. Когда он достиг критической массы, я все бросил, поехал в Венецию на остров Сан-Клементе, взял в руки роман Толстого и ничем больше не занимался, как только читал, читал, читал… Меня захватила современность этого произведения. Я понял, что оно про молодых людей, которым лет по двадцать с небольшим. До меня дошло, что Пьер Безухов — это легкомысленный юноша, который совершает безумства. Что Андрей Болконский — это относительно умудренный опытом человек, ему в начале романа 27 лет. И я нашёл ключик к „Войне и миру“. Я выбрал те эпизоды, которые с оперой Прокофьева никак не пересекаются. Я начинаю с салона мадам Шерер и заканчиваю последней сценой, когда Пьер приезжает к Наташе».

## Постановки
Первые номера оперы «Ария Андрея Болконского», «На-та-ша», «Ария Наполеона», «Бал Наташи Ростовой», «Аустерлиц» были представлены публике в спектакле Театра Алексея Рыбникова «Аллилуйя любви» на сцене Московского дома Музыки осенью 2012 года.
В сценической версии планируется использование масштабных видеоинсталляций, декорации гигантской карусели и красочных костюмов. Вместе с тем в ней будут использованы последние достижения сценографии, суперсовременные световые приборы и лазеры.
Первоначально планировалась постановка в юбилейном 2012 году, однако эти планы не удалось осуществить.
Исполняется и в симфоническом варианте.

## Либретто
Либретто оперы написано самим композитором и базируется не только на романе Льва Толстого, но и на различных исторических источниках — тексте речи русского императора Александра I и дневниках Наполеона. «В конце я ввел новую сцену, которой нет у Толстого. Это въезд русских в Париж, где Александр на площади произносит речь. Триумф, победа России — финальная точка развития отношений Наполеона и Александра».
Из всех многочисленных сюжетных линий романа Рыбников сосредотачивается лишь на судьбах нескольких главных героев, например, князя Андрея Болконского.
Алексей Рыбников сделал либретто максимально удобным для сценической постановки. Опера состоит из 3 актов и 12 сцен.

## Действующие лица
- Князь Андрей Болконский
- Наташа Ростова
- Пьер Безухов
- Анатоль Курагин
- Соня
- Наполеон
- Александр I
- Элен Курагина
- Мария
- Пелагеюшка
- Мать Наташи Ростовой
- Священник
- Дьякон
- Доктор
- Лиза Болконская
- Долохов
- Итальянская певица
- Растопчин
- Верещагин
- Сумасшедшие, ряженые, офицеры, солдаты, дворовые, слуги